# Stálá konference asociací ve vzdělávání
Stálá konference asociací ve vzdělávání (SKAV) je zapsaný spolek, založený 11. 8. 2003 coby občanské sdružení. 
SKAV je odborná platforma subjektů, jejichž posláním je podpora a zlepšování vzdělávání na všech úrovních českého vzdělávacího systému. Společně usilují o podporu a ochranu progresivních změn ve vzdělávání a o zprostředkování výměny názorů mezi pedagogickými iniciativami, neziskovým sektorem, státní správou, samosprávou a veřejností. 
Počátek činnosti SKAV, o. s. spadá do roku 1999 a je spojen s neformální aktivitou šesti vzdělávacích asociací. Postupná snaha efektivněji a profesionálněji reagovat na aktuální problémy ve školství a dlouhodobé problémy vzdělávacího systému v České republice vůbec, následně přinesla potřebu právní subjektivity.  
SKAV od roku 2001 pořádá kulaté stoly ke vzdělávací politice, od roku 2010 ve spolupráci s EDUin.
Od roku 2013 je SKAV spolupořadatelem konference o vzdělávací politice Úspěch pro každého žáka.

## Desatero SKAV
Členové Stálé konference asociací ve vzdělávání (SKAV) se shodují na tomto souboru základních principů, které se týkají vzdělávání v průběhu celého života, a ve svých činnostech usilují o jejich naplnění:
1. Usilujeme o společnost, která je sociálně soudržná, spravedlivá, ohleduplná ke všem živým bytostem a životnímu prostředí, založenou na svobodě a zodpovědnosti každého jedince.
2. Smyslem vzdělávání je, aby každý mohl rozvíjet co nejlépe svůj potenciál, najít své místo ve společnosti a prožít spokojený život.
3. Chtít se učit je přirozené a kvalitní vzdělávání z toho vychází. Bez vnitřní motivace se nerozvíjí sebeúcta, odpovědnost a samostatnost.
4. Kvalitní učení a rozvoj osobnosti probíhá výhradně v prostředí vzájemnosti, bezpečí, důvěry a smysluplných podnětů.
5. Učíme se od sebe navzájem. Interakce v kulturně, sociálně, věkově i jinak různorodé skupině tomu napomáhají.
6. Každý se učí jinak. Proto považujeme za nezbytné respektovat potřeby každého jedince a poskytovat mu podporu k nalezení jeho vlastní cesty.
7. Vzdělavatel je průvodcem na cestě vzdělávání. Je zodpovědný za vytváření podmínek, prostředí a podnětů.
8. Vzdělavatel poskytuje cílenou zpětnou vazbu, která napomáhá učení a rozvoji osobnosti.
9. Jen společnou péčí všech vytvoříme prostředí, kde vzdělávání bude kvalitní a pro každého. Rolí státu je zajistit svobodu a spravedlnost ve vzdělávání.
10. V konečném důsledku každý člověk odpovídá za své vzdělávání sám.

## Členské organizace
- AISIS
- Asociace domácího vzdělávání
- Asociace lesních mateřských škol
- Asociace malých inovativních škol
- Asociace Montessori ČR
- Asociace předškolní výchovy
- Asociace waldorfských škol v ČR
- Česká asociace mentoringu ve vzdělávání
- Česká asociace science center
- Česká středoškolská unie
- Expertní komora kariérového poradenství
- Institut pro podporu inovativního vzdělávání
- JA Czech
- Jednota školských informatiků
- JOB
- Jules a Jim
- Kritické myšlení
- Lipka
- Mezinárodní cena vévody z Edinburghu
- Montessori ČR
- NaZemi
- NESEHNUTÍ
- Otevřeno
- Post Bellum
- Projekt Odyssea
- Schola Empirica
- Síť středisek ekologické výchovy Pavučina
- Society for All (SOFA)
- Step by step ČR
- TEREZA, vzdělávací centrum
- Učitel naživo
- Učitelská platforma
- uMĚNÍM
- Ústav pro studium totalitních režimů
- Začni učit!